# El Peñón (Colômbia)

Localização do município de El Peñón no departamento de Bolívar

El Peñón é um município do departamento de Bolívar, na Colômbia.